# Come Alive (Paris Hilton)
Come Alive è un brano musicale dell'ereditiera e cantante statunitense Paris Hilton, pubblicato nel 2014.
La canzone è stata scritta dalla stessa Hilton con Corte Ellis, Michael "Mikey P" Puerari, Frederick C. Allen, Chris Richardson e Rondell Cobbs.

## Critiche
La canzone ricevette molte critiche positive al momento della sua pubblicazione. Elizabeth Freda di E! Online accolse molto positivamente il video registrato per la canzone, scrivendo anche una lista delle 12 migliori scene del video.

## Tracce
- Download digitale

1. Come Alive – 4:16

## Video
Il videoclip è stato girato a Los Angeles e diretto da Hannah Lux Davis. Viene pubblicato su YouTube il 15 luglio 2014. Ad oggi conta circa 5.000.000 di visualizzazioni.